# Emi Gunér
Anna Emi Emilie Gunér, född 7 september 1971, är en svensk barnboksförfattare.
Gunér debuterade 2014 med barnboken Ett väldigt bra litet djur på Rabén & Sjögren. Sedan 2017 har bokserien om Nina, med illustrationer av Loka Kanarp, getts ut på samma förlag. Sedan 2020 skriver även Gunér böckerna om Paola Persson Peroni, med illustrationer av Maja Säfström, som ges ut på Natur & Kultur. Alla böckerna riktar sig till barn i ålder 6–9 år.
Gunér har även varit verksam som copywriter, översättare och skribent.

### Nina-serien
- Nina börjar skolan (2016)
- Nina & Jim : hemlisar & kompisar (2017)
- Nina och snöleoparden (2017)
- Ninas sommarlov (2018)
- Nina i ettan (2020)
- Ninas syskonbok (2021)

### Paola Persson Perioni-serien
- Allas vän (2020)
- Skrattar sist (2021)
- Älskar kanske (2022)

### Övriga böcker
- Alendahl, Peter (fotograf); Gunér, Emi (text) (2000). Svalbard. Växjö: Södra. Libris 3285960; även utgiven på engelska, franska och tyska
- Alendahl, Peter (fotograf); Gunér, Emi (text) (2002). Luften är fylld av drakar. Växjö: Södra. Libris 9134400; även utgiven på engelska, franska och tyska
- Ett väldigt bra litet djur (2014) – barnboksdebut
- Wolff, Rebecka; Karlsson, Ellen, red (2021). Snart börjar vi skolan : berättelser, lekar och fakta inför skolstart. Stockholm: Rabén & Sjögren. Libris fs2ld3lxc9trnqx3. ISBN 9789129729856 – medverkan i antologi